# Salgado Filho
Salgado Filho là một đô thị thuộc bang Paraná, Brasil. Đô thị này có diện tích 183,08 km², dân số năm 2007 là 4709 người, mật độ 25,1 người/km².